# 182
182（百八十二、ひゃくはちじゅうに）は自然数、また整数において、181の次で183の前の数である。

## 性質
- 182は合成数であり、約数は 1, 2, 7, 13, 14, 26, 91 と 182 である。
  - 約数の和は336。
- 182 = 13 × 14
  - 13番目の矩形数である。1つ前は156、次は210。
  - 182 = 131 + 132 = 142 − 141
    - 13の自然数乗の和とみたとき1つ前は13、次は2379。

  - 連続する13個の偶数の和で表される。
182 = 2 + 4 + 6 + 8 + 10 + 12 + 14 + 16 + 18 + 20 + 22 + 24 + 26
  - 182 = 13 × σ(13) (ただし σ は約数関数)
    - n = 13 のときの n × σ(n) の値とみたとき1つ前も次も336。(オンライン整数列大辞典の数列 A064987)
- 16番目の楔数である。1つ前は174、次は186。
- 182は偶数のノントーシェントである。1つ前は174、次は186。このような矩形数で最小である。
- 1/182 = 0.0054945… (下線部は循環節で長さは6)
  - 逆数が循環小数になる数で循環節が6になる31番目の数である。1つ前は175、次は189。
- 約数の和が182になる数は2個ある。(117, 181) 約数の和2個で表せる19番目の数である。1つ前は156、次は186。
- 各位の和が11になる16番目の数である。1つ前は173、次は191。
- 182 = 12 + 92 + 102 = 22 + 32 + 132 = 52 + 62 + 112
  - 3つの平方数の和3通りで表せる19番目の数である。1つ前は179、次は185。(オンライン整数列大辞典の数列 A025323)
  - 異なる3つの平方数の和3通りで表せる9番目の数である。1つ前は174、次は185。(オンライン整数列大辞典の数列 A025341)
- 182 = 33 + 33 + 43 + 43
  - 4つの正の数の立方数の和で表せる39番目の数である。1つ前は180、次は187。(オンライン整数列大辞典の数列 A003327)
- 182 = 35 − 34 + 33 − 32 + 31 − 30
  - n = 3 のときの n5 − n4 + n3 − n2 + n1 − n0 の値とみたとき1つ前は21、次は819。(オンライン整数列大辞典の数列 A062159)
- 182 = 2 × (92 + 9 + 1) = 2 × (102 − 10 + 1)
  - n = 9 のときの 2(n2 + n + 1) の値とみたとき1つ前は146、次は222。(オンライン整数列大辞典の数列 A051890)

## その他182に関連すること
- インド航空182便爆破事件
- 西暦182年
- 年始から数えて182日目は、7月1日。1年365日の折り返し地点に当たる。
- 第182代ローマ教皇はウルバヌス4世（在位：1261年8月29日～1264年10月2日）である。
- ブリンク 182は、アメリカのバンド。